# Шертс (Техас)
Шертс (англ. Schertz) — місто (англ. city) в США, в округах Гвадалупе, Беар і Комал штату Техас. Населення — 42 002 особи (2020).

## Географія
Шертс розташований за координатами 29°34′3″ пн. ш. 98°15′27″ зх. д. / 29.56750° пн. ш. 98.25750° зх. д. (29.567512, -98.257626).  За даними Бюро перепису населення США в 2010 році місто мало площу 74,05 км², з яких 73,58 км² — суходіл та 0,47 км² — водойми. В 2017 році площа становила 83,13 км², з яких 82,62 км² — суходіл та 0,51 км² — водойми.

## Демографія
Згідно з переписом 2010 року, у місті мешкало 31 465 осіб у 11 379 домогосподарствах у складі 8840 родин. Густота населення становила 425 осіб/км².  Було 12047 помешкань (163/км²).
Расовий склад населення:
| - 78,8 % — білих - 8,6 % — чорних або афроамериканців - 2,3 % — азіатів - 0,7 % — корінних американців - 0,2 % — вихідців з тихоокеанських островів - 5,4 % — осіб інших рас |

До двох чи більше рас належало 3,9 %. Частка іспаномовних становила 25,7 % від усіх жителів.
За віковим діапазоном населення розподілялося таким чином: 27,1 % — особи молодші 18 років, 61,4 % — особи у віці 18—64 років, 11,5 % — особи у віці 65 років та старші. Медіана віку мешканця становила 37,8 року. На 100 осіб жіночої статі у місті припадало 93,5 чоловіків;  на 100 жінок у віці від 18 років та старших — 88,7 чоловіків також старших 18 років.
Середній дохід на одне домашнє господарство  становив 87 076 доларів США (медіана — 74 509), а середній дохід на одну сім'ю — 96 569 доларів (медіана — 87 456). Медіана доходів становила 57 226 доларів для чоловіків та 42 879 доларів для жінок. За межею бідності перебувало 7,2 % осіб, у тому числі 9,4 % дітей у віці до 18 років та 3,2 % осіб у віці 65 років та старших.
Цивільне працевлаштоване населення становило 16 861 особа. Основні галузі зайнятості: освіта, охорона здоров'я та соціальна допомога — 19,9 %, роздрібна торгівля — 12,9 %, публічна адміністрація — 12,3 %.